# Holger Gehrke
Holger Gehrke (ur. 22 sierpnia 1960 w Berlinie) – niemiecki piłkarz występujący na pozycji bramkarza, a także trener.

## Kariera piłkarska
Gehrke treningi rozpoczął jako junior w zespole CFC Hertha 06, a w 1979 roku dołączył do jego pierwszej drużyny. W 1980 roku odszedł do SC Westend 1901, a 1982 roku przeniósł się do 1. FC Saarbrücken, w którym spędził sezon 1982/1983. Następnie odszedł do Blau-Weiß 90 Berlin, z którym 1983/1984 awansował do 2. Bundesligi. Barwy Blau-Weiß reprezentował do sezonu 1991/1992.
W 1992 roku Gehrke został zawodnikiem klubu FC Schalke 04, grającego w Bundeslidze. Zadebiutował w niej 2 października 1992 w zremisowanym 2:2 meczu z Karlsruher SC. W Schalke występował przez dwa sezony. W lipcu 1994 odszedł do Tennis Borussii Berlin z Regionalligi, ale we wrześniu tego samego roku przeszedł do MSV Duisburg (Bundesliga). W sezonie 1994/1995 spadł z nim do 2. Bundesligi, jednak w następnym awansował z powrotem do Bundesligi. Grał tam do końca sezonu 1997/1998.
W sezonie 1998/1999 Gehrke występował w drugoligowym Karlsruher SC, a następnie zakończył karierę.
W Bundeslidze rozegrał 86 spotkań.

## Kariera trenerska
Gehrke pełnił funkcję trenera bramkarzy w zespołach Karlsruher SC, FC Schalke 04, 1. FC Köln, Fenerbahçe SK, a także w reprezentacjach Kazachstanu i Węgier. Był także asystentem trenera w drużynach FC Schalke 04, Hertha BSC oraz 1. FC Köln.
W listopadzie 2006 Gehrke został tymczasowym trenerem 1. FC Köln, występującego w 2. Bundeslidze. Zespół poprowadził w trzech spotkaniach, po czym został zastąpiony przez Christopha Dauma.